# 라이언스게이트 엔터테인먼트 월드
라이언스게이트 엔터테인먼트 월드(영어: Lionsgate Entertainment World)는 중화인민공화국 광둥성 주하이시의 헝친 섬에 건설 중인 테마파크이다. 미국의 영화사인 라이언스게이트가 처음으로 선보일 테마파크이다. 씽크웰 그룹이 테마파크의 디자인을 맡았으며, 이 공원은 '세계 최초로 수직으로 건설된 테마파크'라고 불리는 최초의 놀이공원으로 기록된다.

## 역사
2016년 11월 라이언스게이트는 중국에 본사를 둔 씽크웰 그룹을 통해 새로운 테마파크 디자인 프로젝트를 주도하면서, 라이언스게이트의 테마파크를 전 세계로 브랜드를 확장하는 방안을 모색하고 있다고 발표했다. 원래 2018년에 개장할 예정이었던 이 실내 테마파크는 237,000m2에 걸쳐 확장할 예정이었다. 헝거 게임, 트와일라잇 사가, 그리고 나우 유 씨 미와 같은 인기 있는 영화를 기반으로 하여 20m2의 반에 달하는 실내 테마파크가 30개 이상의 어트랙션을 가지고 개장한다고 발표되었다. 라이언스게이트는 2019년 5월 발표에 의하면, 2019년 한 해에만 테마파크에 약 150만 명의 손님이 방문할 것으로 예상한다고 밝혔다. 2020년 6월 다수의 보도에 의하면 이 테마파크가 코로나바이러스감염증-19 범유행으로 인하여 수개월 동안 문을 닫은 후 6월 24일에 재개장할 것이라고 보도했으나, 개장이 무기한 연기되었다. 